# EC Bahia
Esporte Clube Bahia, är en brasiliansk fotbollsklubb från Salvador, Bahia. Laget spelar i Série A, den högsta divisionen i brasiliansk fotboll. Bahia grundades 1931 och har blivit ligamästare i landet vid två tillfällen, 1959 och 1988. Hemmamatcherna spelas på Arena Fonte Nova som har en publikkapacitet på 47 907 åskådare.
I december 2022 tillkännagavs att City Football Group, ett dotterbolag till Abu Dhabi United Group, hade köpt en majoritetsandel av Bahias SAF, sedan övertagandet hade godkänts i en omröstning mellan klubbmedlemmarna.
Förvärvet slutfördes i maj 2023, då CFG officiellt förvärvade 90 % av klubbens aktier.

## Klubbmärke
Bahias klubbmärke trefärgade och designades av Raimundo Magalhães. Stjärnorna ovanför skölden, inkluderades i slutet av 1980-talet, som representerar 1959 och 1988 års brasilianska titlar.

## Kända spelare
Se också Spelare i EC Bahia
- Freddy Adu